# الأجراف (حزم العدين)

تعديل مصدري - تعديل

الأجراف هي إحدى قرى عزلة حقين بمديرية حزم العدين التابعة لمحافظة إب، بلغ تعداد سكانها 319 نسمة حسب تعداد اليمن لعام 2004.